# Knipolegus
Knipolegus é um género de aves da família Tyrannidae. Inclui as aves conhcidas vulgarmente por maria-preta.
Este género contém as seguintes espécies:
- Maria-preta-acinzentada, Knipolegus striaticeps
- Maria-preta-do-sul, Knipolegus hudsoni
- Pretinho-do-igapó, Knipolegus poecilocercus
- Knipolegus signatus
- Maria-preta-de-bico-azulado, Knipolegus cyanirostris
- Maria-preta-de-cauda-ruiva, Knipolegus poecilurus
- Maria-preta-ribeirinha, Knipolegus orenocensis
- Maria-preta-bate-rabo, Knipolegus aterrimus
- Maria-preta-de-garganta-vermelha, Knipolegus nigerrimus
- Maria-preta-de-penacho, Knipolegus lophotes